# Bataille de la rivière Órbigo
La bataille de la rivière Órbigo se déroule en 456 sur les rives de cette rivière située dans les provinces de León et de Zamora au nord-ouest de la péninsule ibérique. Elle oppose les armées suèves et wisigothes, ces derniers agissant au nom de l'empereur romain Avitus, inquiet des visées expansionnistes du roi suève Rechiaire.

## Déroulement
L'armée wisigothe, menée par le roi Théodoric II, inflige une sévère défaite aux Suèves et Théodoric II peut pousser son armée jusqu'à la capitale du royaume suève, Braga (Bracara Augusta, en latin) théâtre de nouveaux affrontements qui se soldent par la défaite des Suèves et la mort de leur souverain.

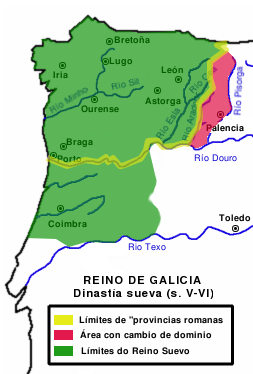
Royaume Suève (Gallaecia-Hispania, s.V-VI).

Il s'ensuit une période très troublée pour le royaume suève qui est divisé entre plusieurs rois qui se battent entre eux.